# Alberto Fischerman
Alberto Fischerman fue un director de cine argentino que nació en Buenos Aires, en 1937 y falleció el 12 de marzo de 1995, luego de una extensa carrera artística.

## Filmografía
Director
- Ya no hay hombres (1991)
- Las puertitas del Sr. López (1988)
- La clínica del Dr. Cureta (1987)
- Gombrowicz, o la seducción (Representado por sus discípulos) (1986)
- Los días de junio (1985)
- De la misteriosa Buenos Aires (1981) (segmento El hambre)
- Las sorpresas (1975) (segmento Los pocillos)
- La pieza de Franz (mediometraje)  (1973)
- La noche de las cámaras despiertas (1970) (corto Operación no se respira)
- The Players vs. Ángeles caídos (1969)
- Para una despedida (cortometraje)(1964)
- Quema (cortometraje)(1962)
- Curso preliminar  (cortometraje)(1960)

Guionista
- Ya no hay hombres (1991)
- Las puertitas del señor López (1988)
- Gombrowicz, o la seducción (Representado por sus discípulos)  (1986)
- Los días de junio (1985)
- De la misteriosa Buenos Aires (1981)
- La noche de las cámaras despiertas (1970) (corto Operación no se respira)
- The Players vs. Ángeles caídos (1969)

Productor
- Los días de junio (1985)
- Este loco verano (1970)
- La noche de las cámaras despiertas (1970)

Editor
- Lavelli (1996) (televisión)

Asistente de dirección
- Esperando un hermanito (1965)

## Premios y distinciones
Festival Internacional de Cine de San Sebastián
| Año  | Categoría       | Película          | Resultado |
| ---- | --------------- | ----------------- | --------- |
| 1985 | Premio FIPRESCI | Los días de junio | Ganador   |